# Бирлик (городская администрация Атырау)
Бирлик (каз. Бірлік, до 199? г. — Придорожное) — упразднённое село в Атырауской области Казахстана. Находилось в подчинении городской администрации Атырау. Входило в состав Геологского сельского округа. Упразднено в 2019 г. Код КАТО — 231039200.

## Население
В 1999 году население села составляло 1623 человека (820 мужчин и 803 женщины). По данным переписи 2009 года, в селе проживало 2839 человек (1416 мужчин и 1423 женщины).